# Mats Hallin
Mats Hallin (* 19. März 1958 in Eskilstuna) ist ein ehemaliger schwedischer Eishockeyspieler (linker Flügelspieler), der von 1982 bis 1986 für die New York Islanders und Minnesota North Stars in der National Hockey League spielte.

## Karriere
Schon mit 16 Jahren spielte er in der dritten schwedischen Liga bei Åkers IF. Er wechselte zu Södertälje SK in die Elitserien. Durch starke Leistungen in der Juniorennationalmannschaft wurde man auch in Nordamerika auf ihn aufmerksam. Beim NHL Amateur Draft 1978 wählten ihn die Washington Capitals in der siebten Runde als 105. aus.
Sein Ziel in der NHL waren aber nicht die Capitals, sondern die New York Islanders. Mit Anders Kallur und Stefan Persson hatten die Islanders bereits zwei Spieler aus Schweden, mit denen sie den Stanley Cup gewonnen hatten. Hallin konnte sich nicht auf Anhieb bei den Islanders durchsetzen. Nach einer Saison mit den Indianapolis Checkers in der Central Hockey League schaffte er im Laufe der Saison 1982/83 aber den Sprung zu den Islanders. Als das Team den vierten Stanley Cup in Folge holte, war er mit dabei und nach seinen Teamkameraden  Kallur, Persson und Tomas Jonsson der vierte schwedische Stanley-Cup-Gewinner der NHL-Geschichte.
Nach drei Jahren bei den Islanders wechselte er zur Saison 1985/86 zu den Minnesota North Stars. Kurz nach Beginn seiner zweiten Spielzeit dort kehrte er nach Europa zurück und spielte für den HC Lugano. 1987 kehrte er nach Södertälje zurück. Zwei Jahre später wechselte er in die zweite schwedische Liga zum aufstrebenden Malmö IF. Das Team stieg in seiner ersten Saison auf. Nachdem er mit Malmö 1992 schwedischer Meister wurde, beendete er seine aktive Karriere.

## Sportliche Erfolge
- Stanley Cup: 1983
- Schwedischer Meister: 1992